# Rejon Tərtər
Rejon Tərtər (azer. Tərtər rayonu) – rejon w Azerbejdżanie. W latach 1993–2023 jego obszar był kontrolowany przez nieuznawaną Republikę Górskiego Karabachu.